# León I de Galitzia

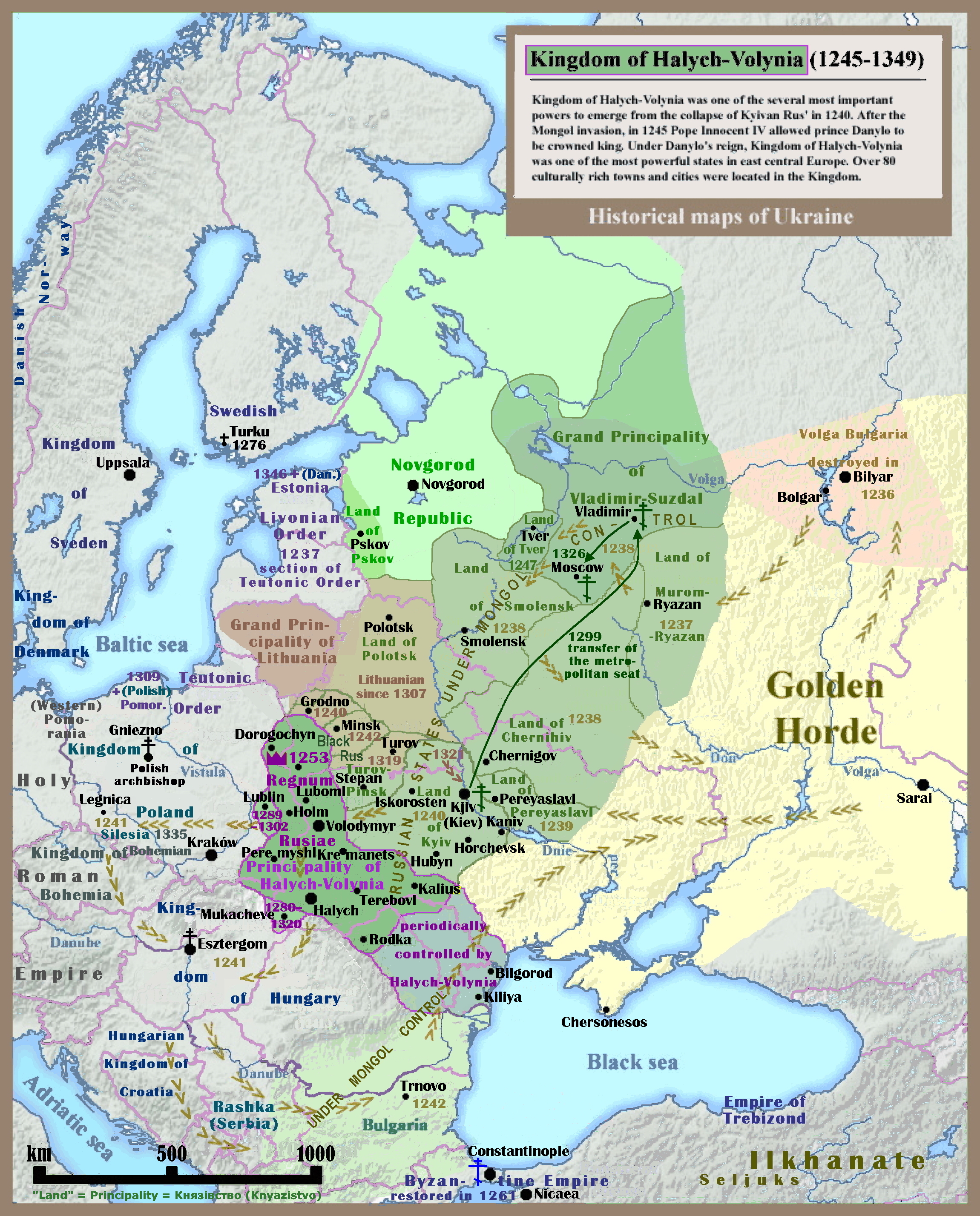
El reino de Galicia–Volinia (1245-1349).

León I de Galicia (en ucraniano: Лев Данилович, Lev Danílovich) (c. 1228 – c. 1301) Kniaz de Belz (1245–1264), Kniaz de Peremyshl, Príncipe de Hálych (1264–1269) y Rey de Rus (1269–1301), Gran Príncipe del Rus de Kiev (1271–1301), Príncipe de Galicia-Volinia (1264 - 1301).

## Familia
Era hijo del rey Daniel de Galicia y su primera esposa Ana de Nóvgorod o Anna Mstislavna. Sus abuelos maternos fueron Mstislav el Valiente y la hija María de Kotian (Köten), Kan de los cumanos. Por tanto, era primo hermano de Alejandro Nevski ya que su madre, Anna Mstislavna, era hermana de Rostislava Mstislavna, madre de Alejandro, siendo ambas hijas de Mstislav Mstislávich el Valiente y la princesa cumana.

## Reinado
León trasladó la capital de su padre de Hálych a la recientemente fundada Leópolis, la actual Lviv. Esta ciudad fue nombrada antes de él por su fundador, el padre de León, Daniel de Galicia. En 1247, León se casó con Constanza, hija de Bela IV de Hungría. A diferencia de su padre, que persiguió un curso político de occidentalización, León trabajó cercanamente con los mongoles y juntos invadieron Polonia. Sin embargo, aunque sin tropas saquearon territorios hasta al oeste hasta Racibórz, mandando muchos prisioneros y botines a Galicia, León no ganó mucho territorio de Polonia. León cultivó una particular cercana alianza con Nogái Kan. León también intentó, sin éxito, establecer el mandato de su familia sobre Lituania. Poco después que su hermano Švarnas ascendiera al trono lituano en 1267, León organizó el asesinato del Gran Duque de Lituania Vaišvilkas. Luego de que su hermano perdió el trono en 1269, León entró en conflicto con Lituania. Desde 1274 hasta 1276, llevó una guerra contra el nuevo gobernante lituano Traidenis pero fue derrotado, y Lituania anexó el territorio de la Rutenia Negra con su ciudad de Navahrúdak. En 1279, León se alió con el Rey Wenceslao II de Bohemia e invadió Polonia, aunque su intento de capturar Cracovia en 1280 terminó fallando. Ese mismo año, sin embargo, León derrotó a Hungría y anexó parte de Transcarpatia, incluida la ciudad de Mukácheve. En 1292, derrotó a Polonia y adhirió Lublin con las áreas circundantes al territorio de Galicia-Volinia.  Al momento de la muerte de León en 1301 el estado de Galicia-Volinia estaba en la cúspide de su poder.

## Matrimonio e hijos
León I se casó con Constanza de Hungría, hija de Bela IV de Hungría y María Láscarina. Tuvieron tres hijos:
- Yuri I de Galicia (24 de abril de 1252/1257 - 18 de marzo de 1308).
- Sviatoslava de Hálych ( - 1302). Monja.
- Anastasia de Galicia ( - 12 de marzo de 1335). Se casó con Siemowit de Mazovia, hijo de Casimiro I de Mazovia y su tercera esposa Eufrosina de Opole.